# Дмитриевка (Табунский район)
Дмитриевка — упразднённое село в Табунском районе Алтайского края. Находилось на территории Алтайский сельсовет. Точная дата упразднения не установлена.

## География
Располагалось у восточного берега озера Бура.

## История
Основано в 1909 году. В 1928 г. посёлок Дмитриевка состоял из 98 хозяйств. В составе Орловского сельсовета Славгородского района Славгородского округа Сибирского края.

## Население
В 1928 году в посёлке проживало 536 человек (257 мужчин и 279 женщин), основное население — украинцы.